# European Liberal Youth
Die European Liberal Youth (LYMEC, deutsch Europäische Liberale Jugend) ist ein Zusammenschluss liberaler Jugendverbände in Europa und gleichzeitig die Jugendorganisation der ALDE. Die Abkürzung LYMEC geht zurück auf die Ursprünge der Organisation in den 1970er-Jahren, als man sich noch „Liberal and Radical Youth Movement of the European Community“ nannte. Die Zentrale LYMECs befindet sich in Brüssel.

## Geschichte
1976 als Liberal and Radical Youth Movement of the European Community (LYMEC) gegründet, wurde der Name aufgrund der Etablierung der Europäischen Union durch den Vertrag von Maastricht bei einer Executive Committee-Sitzung in Gummersbach im Juli 1994 in Liberal and Radical Youth Movement of the European Union umbenannt, die Abkürzung wurde jedoch beibehalten. Letztere behielt auch bei einer weiteren Umbenennung in European Liberal Youth 2002 durch einen außerordentlichen Kongress in Andorra Bestand.
Bis dahin hatte die Organisation das Wort Radical im Namen getragen, welches insbesondere im skandinavischen Raum bis heute (im Sinne von radikaldemokratisch) für liberale Parteien verwendet wird (vgl. etwa Radikale Venstre). Er wurde aber als nicht mehr zeitgemäß bewertet, was zu seiner Streichung führte.
Im Jahr 2025 wurde LYMEC in Russland zu einer unerwünschten Organisation erklärt.

## Organisation
Internationale Dachorganisation von LYMEC ist die International Federation of Liberal Youth (IFLRY). Regionale Untergliederungen sind die Initiative of South East European Liberals (ISEEL), die Liberal Youth of the Baltic Sea (LYBS) und Nordens Liberale og Radikale Ungdom (NLRU). Wie auch die Jungsozialisten nimmt LYMEC nicht nur nationale Jugendorganisationen, sondern auch natürliche Personen in der sogenannten Individual Member Section (IMS) auf und versucht damit erste Schritte zur Entwicklung einer europaweiten liberalen Organisationsstruktur zu schaffen. Deutsche Mitglieder sind als Verbandsmitglieder die Jungen Liberalen (JuLis) und der Bundesverband Liberaler Hochschulgruppen (LHG) sowie mehrere Privatpersonen, die jedoch meist auch den JuLis und/oder der LHG angehören. Mitgliederverbände von LYMEC sind weiterhin die JUNOS in Österreich sowie die Jungfreisinnigen und die Jungen Grünliberalen in der Schweiz.
LYMEC veranstaltet europaweit Kongresse, Seminare und Demonstrationen, um auf die Interessen und Vorschläge junger Liberaler für eine föderale wie liberale Europäische Union hinzuweisen und hat sich so trotz seiner vergleichsweise noch jungen Geschichte zu einem starken Vertreter jung-liberaler Interessen in Brüssel entwickelt. In der Gegenwart beschäftigt sich der Verband vor allem mit den Themen Generationengerechtigkeit und Bürgerrechten. So wurden Kampagnen zur galoppierenden Staatsverschuldung ebenso wie zu den zwischenzeitlich von europäischer Ebene drohenden Netzsperren durchgeführt.
Höchstes Verbandsgremium ist der zweimal jährlich tagende Kongress. LYMEC ist eine Organisation nach belgischem Vereinsrecht.